# 제러미 레너
제러미 레너(Jeremy Renner, 1971년 1월 7일 ~ )는 미국의 배우이다. 2000년대부터 다머 (2002년), S.W.A.T. 특수기동대 (2003년), 네오 네드 (
2005년), 28주 후 (2007년) 등에 조연으로 출연했다. 주연으로 출연한 영화로는 허트 로커 (2009년), 어벤져스, 본 레거시 (2012년)가 있다. 특히 그가 주인공 역을 맡은 허트 로커는 2009년 아카데미 작품상을 수상하였고, 본인도 아카데미 남우주연상에 후보로 올랐다. 또한 2010년 개봉한 더 타운에서의 역할로 아카데미 남우조연상 등에 후보로 올랐다.

## 성장 과정
1971년 1월 7일, 캘리포니아주 머데스토에서 볼링장을 운영하는 발레리와 리 레너 사이에서 첫째로 태어났으며, 부모님은 그가 10살 때 이혼했다. 어린 형제가 5명 있으며, 독일계와 아일랜드계 혈통이다. 프레드 C. 바이어 고등학교를 졸업한 후 머데스토 주니어 칼리지에 다녔다.

## 경력

### 초기 활동 (1995년 ~ 2001년)
1995년 시니어 트립에서 성적이 낮은 학생의 덱스 역으로 데뷔하였다. 이 작품은 혹평을 받았지만, 그 후 텔레비전 시리즈인 데들리 게임스(1995년)와 스트레인지 럭(1996년)에 게스트로, 텔레비전 영화 A Friend's Betrayal(1996년)의 조연 출연 등으로 경력을 쌓았다. 이후에도 Zoe, Duncan, Jack and Jane (1999년), 네트 (1999년), The Time of Your Life (1999년), 에인절 (2000년)에 게스트로 출연했다. 2001년 CSI: 과학수사대에 게스트에 출연하기도 했다. 그는 메이크업 아티스트로 활동하기도 하였다.

### 2002년 ~ 2008년
2002년 그는 영화 다머에 연쇄 살인마 제프리 다머 역으로 출연하여, 연기를 칭찬 받고 독립영화 남우주연상에 후보로 올랐다. 이듬해 2003년에는 핑크의 노래 Trouble의 뮤직 비디오에 보안관으로 출연했다. 같은 해 S.W.A.T. 특수기동대에 출연하였고, 2004년에는 이유있는 반항에도 출연했다.
2005년에는 천국으로 가는 여행, 트웰브 앤 홀딩, 노스 컨츄리에 출연했다. 다음 해인 2006년에는 네오 네드에 출연하여 팜비치 국제영화제 남우주연상 등에 후보로 올라았다. 독타운의 제왕들에는 카메오로 출연했고, Love Comes to the Executioner에도 출연하였다.
2007년, 비겁한 로버트 포드의 제시 제임스 암살에 출연하여 우드 하이트 역을 맡았다. 28주 후에는 도일 병장 역을 맡았다. 같은 해 Take에서 사형수인 사울 그레고르 역을 맡았다. 하우스의 환자 음악가 역으로 게스트 출연했다. 또한 The Oaks의 파일럿 프로그램에도 출연했지만, 이 작품은 결국 시리즈화되지 않았다.

### 2009년 ~ 현재
2009년에 댈러스 로버츠와 함께 코미디 드라마 Lightbulb에 출연하였다. 언유주얼즈에서 주인공인 월시 형사 역할을 맡았지만 시즌 1로 이 텔레비전 시리즈는 막을 내렸다. 이 후 캐서린 비글로우 감독의 전쟁 스릴러 영화 허트 로커에서 주연 윌리엄 제임스 중사를 연기했다. 이 작품은 2009년 아카데미 작품상 등을 수상하고 그 자신도 아카데미 남우주연상과 미국 배우 조합상 남우주 연상에 후보로 올랐다.
2010년, 벤 애플렉 감독의 더 타운에 출연하여 그의 연기가 높이 평가되어 제83회 아카데미상에서 남우조연상과 미국 배우 조합 남우조연상에 후보로 올랐다. 이외에 처음으로 골든 글로브 남우조연상 후보에 올랐다.
2011년 토르: 천둥의 신에 호크아이 역으로 카메오 출연을 하였다. 그 다음해 2012년 5월 개봉한 어벤져스에서도 같은 캐릭터로 연기를 하였다. 2011년 12월, 톰 크루즈 주연의 미션 임파서블 시리즈의 4번째 작품 미션 임파서블: 고스트 프로토콜에서 크루즈가 연기하는 주인공 이단 헌트 팀의 새로운 멤버 윌리엄 브랜트 역을 맡았다.
그는 공포 코미디 영화 헨젤과 그레텔: 마녀 사냥꾼의 헨젤 역을 맡아 촬영을 완료하였으며, 스튜디오 방침에 따라 2013년 1월로 개봉이 연기되었다. 또한, 본 시리즈의 4번째 작품인 토니 길로이 감독의 영화 본 레거시에 애론 크로스 역할로 출연하였다.

## 기타 활동

### 음악
그는 배우 외에 싱어송라이터, 기타리스트, 키보디스트, 드러머로 활동하고있다. 배우 활동 초기에는 선즈 오브 벤이라는 밴드에서 연주하고 있었다. 영화 노스 컨츄리에서는 사운드트랙 곡 I Drink Alone을 연주하였다. 또한 2006년 Love Comes to the Executioner, 2007년 비겁한 로버트 포드의 제시 제임스 암살에서도 각각 American Pie라는 곡과 Good Ole Rebel이라는 곡을 연주하였다.

### 부동산 사업
그는 그의 가장 친한 친구 크리스토퍼 윈터스와 함께 2003년 경부터 주택 보수 사업을 시작했다. 우연한 기회에 시작하게 되었으나 사업이 성공적으로 진행되며 안정적인 수입을 얻게 되어 연기에 더욱 집중할 수 있게 되었다.

## 사생활
그는 벤 애플렉, 샤를리즈 테론, 콜린 패럴, 스칼렛 조핸슨과 매우 친한 친구라고 한다.

## 출연 작품

### 영화
| 연도 | 제목                                  | 역할                    | 비고 |
| ---- | ------------------------------------- | ----------------------- | --- |
| 1995 | 시니어 트립                           | 덱스                    | |
| 1996 | Paper Dragons                         |                         | |
| 2001 | Fish in a Barrel                      | 레미                    | 뉴욕 영화제 남우조연상 후보 |
| 2002 | 다머                                  | 제프리 다머             | 인디펜던트 스피릿 어워드 남우주연상 후보 |
| 2002 | Monkey Love                           | 딜                      | |
| 2003 | S.W.A.T. 특수기동대                   | 브라이언 겜블           | |
| 2004 | 이유있는 반항                         | 에머슨                  | |
| 2005 | 천국으로 가는 여행                    | 프레드                  | |
| 2005 | 노스 컨츄리                           | 바비 샤프               | |
| 2005 | 트웰브 앤 홀딩                        | 거스 메이틀랜드         | |
| 2005 | 네오 네드                             | 네드                    | 팜비치 국제영화제 주연상 |
| 2005 | 독타운의 제왕들                       | 제이 애덤스 매니저      | 카메오 출연 |
| 2006 | Love Comes to the Executioner         | Chick Prigusivac        | |
| 2007 | 비겁한 로버트 포드의 제시 제임스 암살 | 우드 하이트             | |
| 2007 | 28주 후                               | 도일                    | |
| 2007 | Take                                  | 솔                      | 캘리포니아 독립 영화제 주연상 |
| 2008 | 허트 로커                             | 윌리엄 제임스           | 보스톤 영화 비평가 협회 남우주연상 시카코 영화 비평가 협회 남우주연상 라스베이거스 영화 비평가 협회 남우주연상 내셔널 보드 오브 리뷰 Breakthrough Performance상 전미 비평가 협회 남우주연상 온라인 영화 비평가 협회 남우주연상 새틀라이트상 남우주연상 빌리지 보이스 투표 남우주연상 워싱턴 D.C. 영화 비평가 협회 Best Ensemble상 아카데미 남우주연상 후보 영국 아카데미 남우주연상 후보 방송 영화 비평가 협회 남우주연상 후보 Chlotrudis 상 남우주연상 후보 인디펜던트 스피릿 어워드 남우주연상 후보 미국 배우 조합 남우주연상 후보 미국 배우 조합 캐스트상 후보 세인트 루이스 게이트웨이 영화 비평가 협회 남우주연상 후보 밴쿠버 영화 비평가 협회 남우주연상 후보 워싱턴 D.C. 영화 비평가 협회 남우주연상 후보 전미 비평가 위원회 Breakthrough Performance상 후보 |
| 2009 | Ingenious (Lightbulb)                 | 샘                      | |
| 2010 | 타운                                  | 제임스 코플린           | 주피터상 남우주연상 아카데미 남우조연상 후보 방송 영화 비평가 협회 남우조연상 후보 댈러스-포트워스 영화 비평가 협회 남우조연상 후보 골든 글로브 남우조연상 후보 휴스턴 영화 비평가 협회 남우조연상 후보 전미 비평가 협회 남우조연상 후보 샌디에이고 영화 비평가 협회 남우조연상 새틀라이트상 남우조연상 후보 미국 배우 조합 남우조연상 후보 세인트 루이스 영화 비평가 협회 남우주연상 후보 |
| 2011 | 토르: 천둥의 신                       | 클린트 바턴/호크아이    | 카메오 출연 |
| 2011 | 미션 임파서블 : 고스트 프로토콜       | 윌리엄 브랜트           | |
| 2012 | 어벤져스                              | 클린트 바턴/호크아이    | |
| 2012 | 본 레거시                             | 애론 크로스/케네스 킷섬 | |
| 2013 | 헨젤과 그레텔: 마녀 사냥꾼            | 헨젤                    | |
| 2013 | 이민자                                | 올란도                  | |
| 2013 | 아메리칸 허슬                         | 카마인 폴리토           | |
| 2014 | 킬 더 메신저                          | 게리 웹                 | |
| 2015 | 어벤져스: 에이지 오브 울트론          | 호크 아이/클린트 바턴   | |
| 2015 | 미션 임파서블: 로그네이션             | 윌리엄 브랜트           | |
| 2016 | 캡틴 아메리카: 시빌 워                | 호크 아이/클린트 바턴   | |
| 2016 | 컨택트                                | 이안 도넬리             | |
| 2017 | 윈드 리버                             | 코리 램버트             | |
| 2018 | 태그                                  | 제리 피어스             | |
| 2019 | 어벤져스: 엔드게임                    | 호크 아이/클린트 바턴   | |
| 2019 | 아틱 저스티스: 썬더 스쿼드            | 스위프티                | |
| 2021 | 블랙 위도우                           | 호크 아이/클린트 바턴   | |
| 2022 | 나이브스 아웃: 글래스 어니언          | 본인                    | |
| 2025 | 나이브스 아웃: 웨이크 업 데드 맨      |                         | |

### 텔레비전
| 연도  | 제목                     | 역할                   | 비고                                                              |
| ----- | ------------------------ | ---------------------- | ----------------------------------------------------------------- |
| 1995  | 데들리 게임즈            | 토드                   | 제3화 "Boss"                                                      |
| 1996  | 불멸의 사나이            | 조조 피카드            | 제16화 "Blinded by the Son"                                       |
| 1996  | Friend's Betrayal        | 폴의 친구              | 텔레비전 영화                                                     |
| 1997  | A Nightmare Come True    | 스티븐 잔              |                                                                   |
| 1999  | Zoe, Duncan, Jack & Jane | 잭                     | 파일럿 에피소드                                                   |
| 1999  | 네트                     | 테드 니다              | 제21화 "Chem Lab"                                                 |
| 1999  | Time of Your Life        | 테일러                 | 제6화 "The Time the Truth Was Told"                               |
| 2000  | 에인절                   | 펜                     | 시즌1 제11화 "Somnambulist"                                       |
| 2001  | CSI: 과학 수사대         | 로저 제닝스            | 시즌2 제6화 "Alter Boys"                                          |
| 2007  | 하우스                   | 지미 퀴드              | 시즌4 제9화 "Games"                                               |
| 2008  | The Oaks                 | 댄                     | 파일럿 에피소드                                                   |
| 2009  | 언유주얼즈               | 제이슨 월시            | 주인공, 10개 에피소드                                             |
| 2011  | 로봇 치킨                | 윌리엄 제임스 중사     | 시즌5 제18화 "Fool's Goldfinger" (목소리 출연)                    |
| 2014  | 루이                     | 제프 데이비스          | 시즌4 제11화 "In the Woods: Part 1" 제12화 "In the Woods: Part 2" |
| 2021  | 왓 이프...?              | 클린트 바턴 / 호크아이 | 목소리 출연, 3개 에피소드                                         |
| 2021  | 호크아이                 | 클린트 바턴 / 호크아이 | 주인공, 6개 에피소드                                              |
| 2021~ | 메이어 오브 킹스타운     | 마이크 매클러스키      | 주인공                                                            |

### 비디오 게임
- 캣우먼 (2004) - 경찰관 역 (목소리 출연)

### 음악
- I Drink Alone (2005) - 노스 컨츄리 사운드트랙
- American Pie (2006) - Love Comes to the Executioner 사운드트랙
- Good Ole Rebel (2007) - 비겁한 로버트 포드의 제시 제임스 암살 사운드트랙

### 광고
- 버드 라이트 (1998)
- 쿠어스 - Light Beer (2000)
- 듀라셀 - 울트라 배터리 (2000)
- 아쿠아피나 (2000)
- 코댁 파이 플레이트
- 기아자동차 - 기아 스펙트라 (2001)
- 세븐일레븐 TV (2002)

### 뮤직비디오
- 핑크 - Trouble (2003) - 보안관 역

## 제작

### 영화
- 파운더 (2016)